# Rondini d'argento
Silver Swallows è il nome della squadra acrobatica dell'Irish Air Corps. Attivo dal 1986 al 1998 e riformato nel 2022. La squadra era originariamente formata da quattro jet da addestramento Fouga CM170 Magister e proveniva dal Light Strike Squadron dell'Irish Air Corps con sede a Casement Aerodrome, Baldonnel vicino a Dublino. Ora utilizza il Pilatus PC-9M. Il nome Silver Swallows deriva dal colore dell'aereo e dalla coda a forma di V dell'aereo Magister pilotato dalla squadra. Nel corso della sua storia la squadra è stata gestita part-time, con compiti secondari rispetto ai ruoli primari del Light Strike Squadron.

## Storia
Questa squadra di quattro membri si esibì per la prima volta per il 60º anniversario dalla formazione dell’Air Cops. La squadra eseguì il suo primo giro acrobatico di formazione all'Air Spectacular a Fairyhouse nel 1983. Le acrobazie furono continuate nel 1985 e nel 1986. I Silver Swallow furono oggetto di discussione durante l'Air Spectacular tenutosi a Baldonnel nell'agosto 1987. Questo stesso evento ha visto la squadra utilizzare nuovamente un quarto Magister.
La squadra ha fatto poche apparizioni al di fuori del proprio paese durante la sua esistenza, la prima esibizione all'estero è stata effettuata al RAF Brawdy Open Day il 26 luglio 1990. Le successive esibizioni all'estero non ebbero luogo fino al 1997, quando la squadra visitò una serie di spettacoli aerei nel Regno Unito e in Belgio per commemorare il 75º anniversario dell'Irish Air Corps. Inoltre hanno fatto una piccola apparizione al Royal International Air Tattoo presso la RAF Fairford nel Gloucestershire nel 1997, dove alla squadra è stato assegnato il prestigioso Trofeo Lockheed Martin Cannestra per la migliore esibizione di un artista straniero.
Nel 1998 la squadra fu sciolta a causa del ritiro del Fouga Magister dal servizio dell'Irish Air Corps.
Nel 2022 i Silver Swallows sono tornati a operare con 4 Pilatus PC-9M fuori dall'Air Corps College Flying Training School. I piloti sono attualmente selezionati tra il personale didattico; e sono attualmente l'Ufficiale Comandante dell'FTS, il Capo Istruttore di Volo, il Capo Istruttore di Terra e il Capo Istruttore del Simulatore. La loro prima esibizione pubblica è stata il 10 luglio 2022 per conto del National Day of Commemoration nella Collins Barracks (Dublino) eseguendo un flypast sulle ultime note dell'inno nazionale irlandese.